# Drongo à crinière
Dicrurus hottentottus
Espèce
Statut de conservation UICN

 LC  : Préoccupation mineure
Le Drongo à crinière (Dicrurus hottentottus) est une espèce de passereau placée dans la famille des Dicruridae.

## Comportement

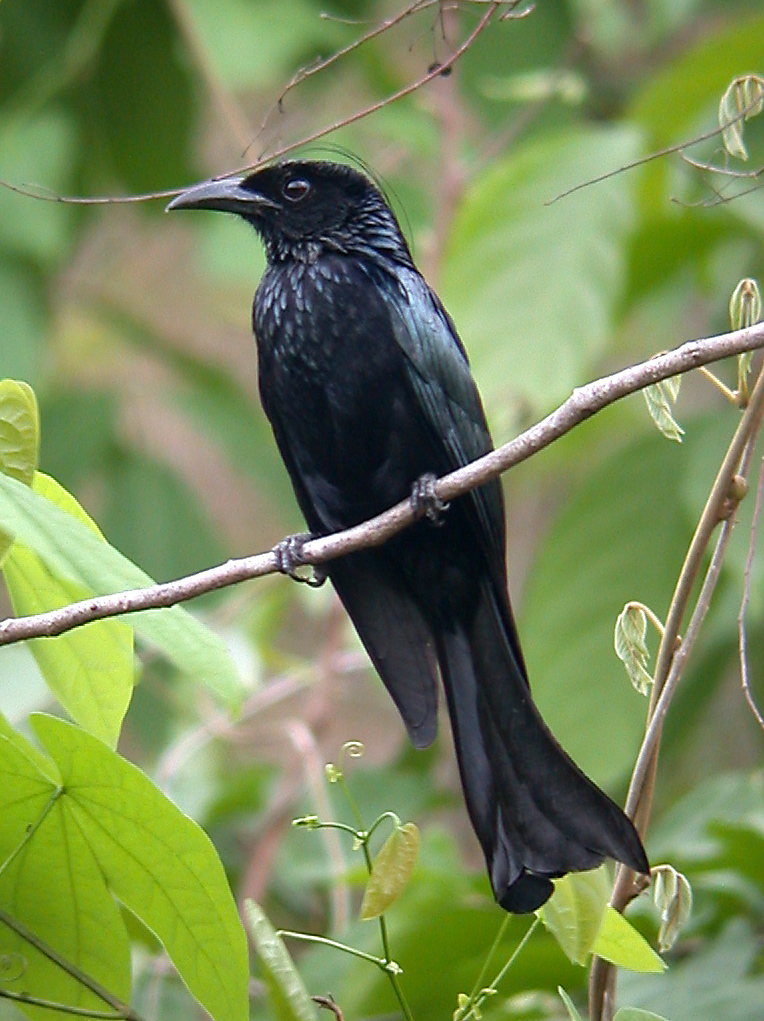
..au parc national de Kaeng Krachan, Thaïlande

Il vit en groupe et est très bruyant.

## Répartition et sous-espèces
Son aire se répand à travers l'écozone indomalaise.
Selon la classification de référence du Congrès ornithologique international (15.1, 2025) il se répartit en douze sous-espèces :
- D. h. hottentottus (Linnaeus, 1766 — Asie du Sud et Indochine ;
- D. h. brevirostris (Cabanis, 1851 — sud de la China et nord de l'Indochine ;
- D. h. viridinitens (Salvadori, 1894) — îles Mentawaï ;
- D. h. borneensis (Sharpe, 1879) — forêts pluviales de montagne de Bornéo et Maratua ;
- D. h. faberi Hoogewerf, 1962 — Panaitan ;
- D. h. termeuleni (Finsch, 1907) —  îles Seribu ;
- D. h. jentincki (Vorderman, 1893) — Java, Bali et îles Kangean ;
- D. h. leucops Wallace, 1865 — Célèbes ;
- D. h. banggalensis Vaurie, 1952 — îles Banggai ;
- D. h. guillemardi (Salvadori, 1889) — Îles Obi ;
- D. h. pectoralis Wallace, 1863 — îles Sula ;
- D. h. suluensis Hartert, 1902 — archipel de Sulu.